# 게놈연구재단
게놈연구재단은 인간 유전체 연구 및 맞춤바이오의약품 연구개발을 통한 사회일반의 이익에 공여할 목적으로 2010년 4월 8일 교육과학기술부 허가를 받아 설립된 비영리 연구재단이다. 사무실은 충청북도 청주시 오송읍에 위치해 있다. 2016년 현재 6명의 연구원이 각종 다양한 게놈 관련 연구를 하고 있다. 게놈연구재단은 2013년 12월 기획재정부 승인을 얻어 지정기부금단체로 등록된 기부단체이며, 2016년 현재 이사장은 박종화이다.